# たのしい教室
『たのしい教室』（たのしいきょうしつ）は、1959年4月6日から1962年3月16日までNHK教育テレビジョンで放送されていた小学校中学年向けの学校放送（教科：音楽・図画工作）である。1959年4月13日から1960年7月20日まではNHK総合テレビでも放送されていた。

## 放送時間
いずれも日本標準時、別の時間帯での再放送あり。
| 期間                          | 放送時間                                                   |
| ----------------------------- | ---------------------------------------------------------- |
| 1959年4月6日 - 1960年3月14日  | 月曜日 11:35 - 11:55 初回のみ11:25からの10分拡大版で放送。 |
| 1960年4月6日 - 1961年3月15日  | 水曜日 11:35 - 11:55                                       |
| 1961年4月14日 - 1962年3月16日 | 金曜日 10:40 - 11:00                                       |

## 出演者
- 音楽担当 - 大和淳二
- 図画工作担当 - 田崎昭作